# Francesc d'Aranda
Francesc d'Aranda (Terol, 1346 - cartoixa de Portaceli, 1438) fou un cavaller aragonès i després cartoixà.

## Biografia
Va ser conseller del rei Joan I el Descurat i procurador general de la seva esposa Violant de Bar. En aquest temps va ser acusat falsament pel comte de Prades d'emmetzinar el fill dels reis, l'infant Ferran, perquè el germà del rei, Martí, fos el successor. El 1392 va anar en l'expedició de Martí a Sicília, i va ser l'administrador dels béns de l'esposa d'aquest, Maria de Luna.
El 1398 va ingressar a la cartoixa valenciana de Portaceli.
Quan pujà al tron Martí l'Humà després de la mort del seu germà va tornar a ser conseller del monarca. El 1402 el rei el va enviar a la cort del papa d'Avinyó Benet XIII, l'aragonès Pedro de Luna. Hi va esdevenir l'home de confiança del papa cismàtic fins al seu destronament el 1417.

### L'interregne de 1410 - 1412
Des de bon principi fou partidari de legitimar l'infant Frederic de Luna per succeir el seu pare Martí el Jove i el seu avi Martí l'Humà a la Corona d'Aragó, però la mort d'ambdós reis sense que s'arribés a completar el procés de legitimació, l'inici de l'interregne, i els interessos de Benet XIII van fer que abandonés la seva candidatura i adoptés la de Ferran d'Antequera.
El papa Luna el va enviar al parlament d'Alcanyís, on hi havia reunida una junta de catalans i aragonesos que havien d'establir com s'havia d'escollir el nou rei. El 30 de gener del 1412 hi va llegir la proposta de Benet XIII de solucionar el conflicte per la via del compromís de nou persones que es reunirien per triar el nou monarca, proposta que la Junta va acceptar en la Concòrdia d'Alcanyís del 15 de febrer, després de pressionar les Corts catalanes. Poc després era designat membre del Compromís de Casp, on va votar per la candidatura de Ferran d'Antequera.
Un cop més, va ser de nou conseller reial amb el monarca castellà. I després ho va tornar a ser amb la reina lloctinent Maria, esposa d'Alfons el Magnànim el qual es passava mitja vida al Regne de Nàpols.